# Río Bravo (vattendrag i Chile, Región de Aisén, lat -47,96, long -73,23)
Río Bravo är ett vattendrag  i Chile.   Det ligger i regionen Región de Aisén, i den södra delen av landet, 1 600 km söder om huvudstaden Santiago de Chile.
I omgivningen kring Río Bravo växer i huvudsak blandskog och området är nästan obefolkat, med mindre än två invånare per kvadratkilometer.